# Alexandria Airlines
Alexandria Airlines es una aerolínea con base en Egipto. Comenzó sus operaciones en abril de 2007 operando inicialmente vuelos chárter entre Egipto y Jordania. La aerolínea cuenta con vuelos regulares desde Alejandría (Aeropuerto El Nouzha) al Golfo Pérsico y Oriente Medio.

## Historia
La aerolínea fue fundada en agosto de 2006 a través de una cooperación con Jordan Aviation.
La aerolínea operaba inicialmente vuelos chárter desde Egipto a Europa y Jordania antes de comenzar a operar un reducido número de vuelos regulares desde el Aeropuerto Internacional de Alejandría al Golfo y Oriente Medio.
Desde 2009, la aerolínea tiene un único avión Boeing 737 alquilado a la aerolínea de Sudán Marsland Aviation donde opera desde el Aeropuerto de Jartum a varias ciudades africanas y sudanesas.

## Destinos
La aerolínea opera una mezcla de destinos domésticos e internacionales, sin embargo desde 2010, el único avión de la aerolínea está alquilado a Marsland Aviation.

## Flota

### Flota Actual
La flota de Alexandria Airlines consiste de los siguientes aviones a abril de 2024, con una edad media de 26,6 años: